# Verlustverrechnung
Im Steuerrecht bedeutet Verlustverrechnung die Verrechnung von Verlusten und Erträgen miteinander. Hierdurch sinkt die Steuerbemessungsgrundlage. Eine Reihe von steuerlichen Regelungen verhindert eine unbeschränkte Verlustverrechnung.

## Arten der Verlustverrechnung
Der Verlustausgleich kann nach folgenden Aspekten unterschieden werden: 
- horizontaler (interner) Verlustausgleich: Verlustausgleich mit Einkünften derselben Einkunftsart.
- vertikaler (externer) Verlustausgleich: Verlustausgleich mit Einkünften anderer Art (siehe auch Duale Einkommensteuer).
- überperiodischer Verlustrück- und -vortrag in andere Veranlagungszeiträume (siehe Verlustvortrag).

Die Wirkungen der Ausnahmeregelungen, die den Verlustausgleich einschränken, können folgendermaßen unterschieden werden:
- Wirkungen auf die Höhe der Einkünfte,
- Wirkungen auf die Art der Einkünfte,
- Wirkungen auf die Art der Steuer,
- Wirkungen auf die reale Belastung durch die Verluste.

## Wirkungen der Beschränkungen der Verlustverrechnung
Beschränkungen der Verlustverrechnung verstoßen gegen das steuerliche Nettoprinzip und damit im Falle der Einkommensteuer gegen das Leistungsfähigkeitsprinzip. Dies ist verfassungsrechtlich nur innerhalb bestimmter Grenzen zulässig. Der Gesetzgeber nutzt Regelungen zur Beschränkung der Verlustverrechnung, um bestehende oder vermeintliche Steuerschlupflöcher zu schließen.

## Rechtsfragen
Eine Einschränkung im Hinblick auf die Höhe der Einkünfte stellt die Mindestbesteuerung (§ 10d EStG) dar. Hier wird die Höhe der Verlustverrechnung aus Vorjahren allein aufgrund ihrer Höhe begrenzt.
Mit der Einführung der Abgeltungsteuer entfällt die Verrechnungsmöglichkeit der anderen Einkommensarten mit den Einkünften aus Kapitalvermögen. Einige Arten von Verlusten mit Auslandsbezug dürfen nur mit positiven Einkünften der jeweils selben Art aus demselben Staat ausgeglichen werden (§ 2a Abs. 1 EStG).
In der Gewerbesteuer ist eine Verlustverrechnung des Gewerbeertrags mit Fehlbeträgen der Vorjahre möglich (§ 10a GewStG).
Bei Kapitalgesellschaften wird die Verlustverrechnung für die Körperschaftsteuer und Gewerbesteuer jedoch nach § 8c Abs. 1 KStG eingeschränkt, wenn die Anteile der Kapitalgesellschaft zu mehr als 50 % auf einen Erwerber übertragen werden. Auf die wirtschaftliche Identität (§ 8 Abs. 4 KStG a.F.) ist seit 2008 nicht mehr abzustellen.

## International
In Österreich ist ein Verlustausgleich grundsätzlich mit allen Einkunftsarten möglich. Es bestehen jedoch Ausnahmen, z. B. Verluste aus „Verlustbeteiligungen“, Verwaltung unkörperlicher Wirtschaftsgüter, gewerblicher Vermietung oder Spekulationsgeschäfte. Ein Verlustvortrag ist unbegrenzt möglich. Der zeitlich Verlustausgleich ist im jeweiligen Veranlagungsjahr auf 75 % des Gesamtbetrags der Einkünfte begrenzt.
Seit 2001 gilt in den Niederlanden das Boxensystem mit drei unterschiedlichen Einkommensarten, unterschiedlichen Steuersätzen und ohne die Möglichkeit einer Verlustverrechnung. (Box 1 = Einkünfte aus Arbeit (progressiver Steuersatz bis zu 52 %); Box 2 = Einkünfte aus Beteiligungen (einheitlicher Steuersatz von 25 %); Box 3= Einkünfte aus Vermögensbesitz (einheitlicher Steuersatz von 30 %)).